# Convento de las Descalzas Reales (Valladolid)
El convento de las Descalzas Reales de Valladolid estuvo en su origen consagrado y dedicado a Nuestra Señora de la Piedad; tras una orden del rey Felipe III se cambió la advocación por la de Nuestra Señora de la Asunción. Su fundación data de 1550 y su estancia en Valladolid de 1552. Está ubicado en un amplio espacio de la ciudad entre las calles de Ramón y Cajal (frente a la Chancillería), san Martín y del Prado. El edificio actual es obra clasicista de principios del siglo XVII con traza de Francisco de Mora. En su origen se componía de iglesia, un claustro, un patio, dependencias y huerta. En 2007 lo habitaban 13 monjas clarisas coletinas de clausura cuya economía se basa en una lavandería industrial montada en el propio convento. Desde 1974 es Monumento Nacional.

## Historia

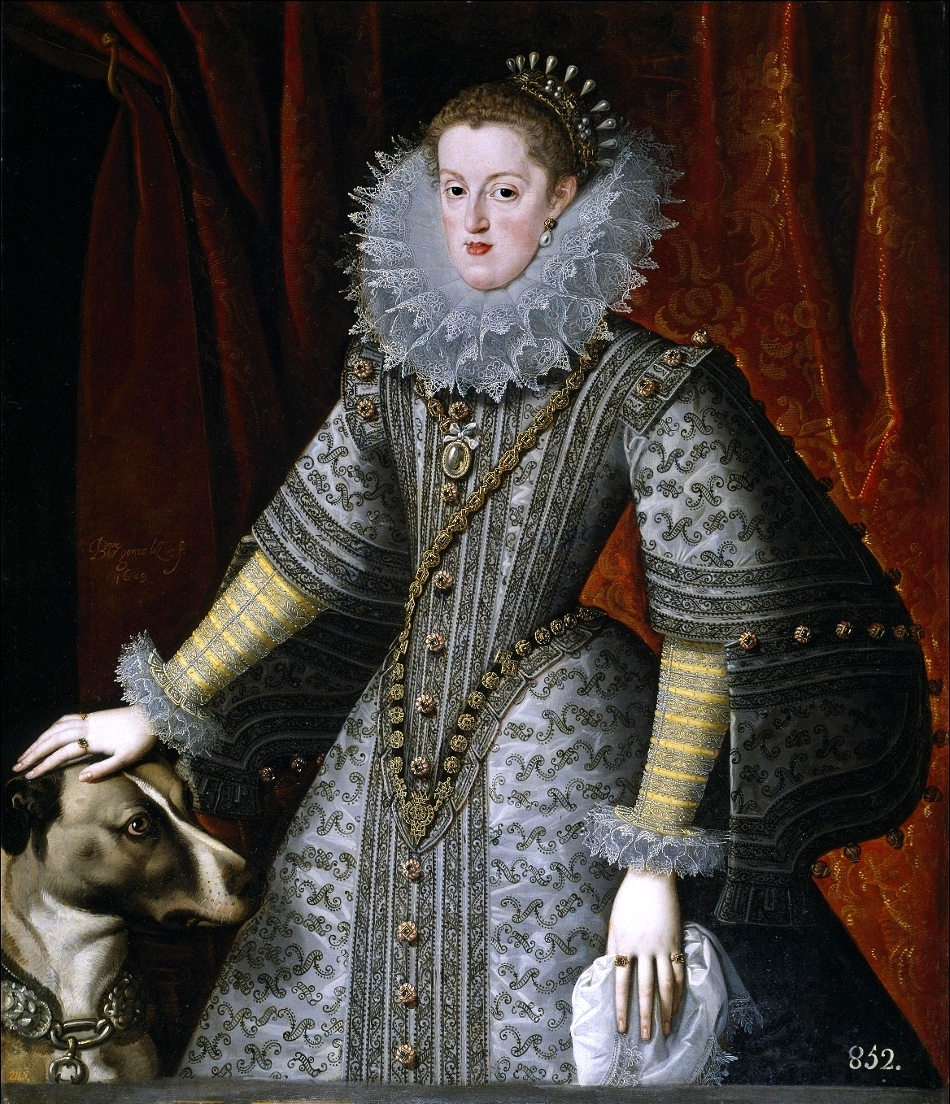
Margarita de Austria-Estiria

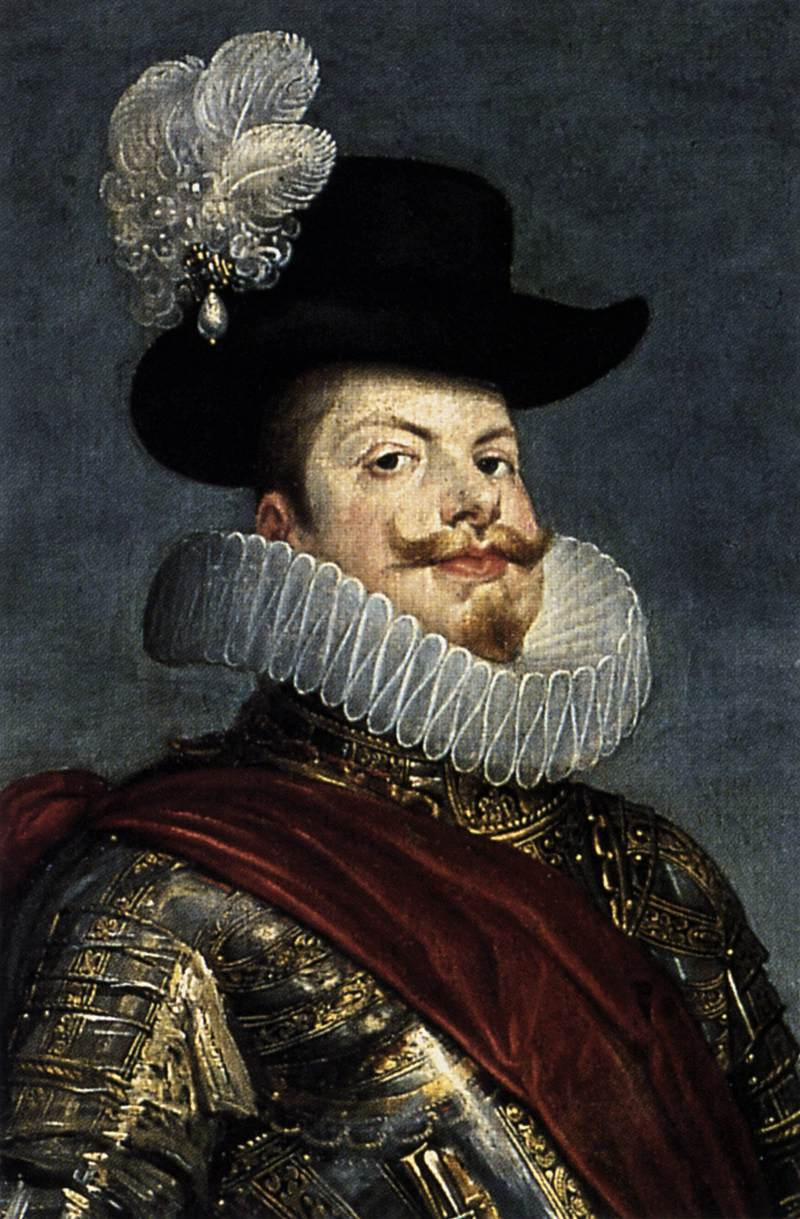
El rey Felipe III

La comunidad de este convento pertenece a la Orden de las Franciscanas Descalzas de Santa Clara de Nuestra Señora de la Piedad. La fundación tuvo lugar en Villalcázar de Sirga (Palencia), también conocido como Villasirga, en 1550. Dos años más tarde la comunidad se trasladó a Valladolid con la ayuda de su patrono y protector el conde de Osorno que se encargó de proporcionarles una casa en la zona de la Puerta del Campo, en espera de ocupar el lugar definitivo frente a la Chancillería. De este hecho da noticias el Libro de monjas y Novicias:

Soror Mariana de Jesús, que fue abbadesa en este convento [...] profesó [...] en Santa Clara de Gandia [...] vino a Rioja por fundadora y estuvo en aquel convento [...] de allí vino al de Villasirga, que era este mismo que agora esta en Valladolid, que los condes de Osorno, que eran patronos, le trajeron y trasladaron a esta ciudad.

Para alojar a la comunidad en la zona de la Chancillería y poder emprender la vida monástica fue necesaria la compra de varias casas nobles. En 1552, Fadrique Osorio de Toledo y su esposa Inés de Pimentel, marqueses de Villafranca, compraron para el convento el palacio de Alonso de Argüello (secretario de Su Majestad), las casas del licenciado Galarza (del Consejo de Su Majestad) y las del licenciado Ortiz (catedrático de la Universidad). Todos estos edificios fueron adecuados oportunamente para la vida conventual.
En 1595 cambió el patronazgo del convento en la persona de Francisco Enríquez de Almansa (caballero de Santiago y gentilhombre de la Boca de Su Majestad) junto con su mujer Mariana de Zúñiga y Velasco. Se comprometieron a construir una iglesia nueva y un edificio decente como monasterio y a entregar una renta anual de 200 maravedíes, a cambio de adquirir la capilla mayor para su enterramiento y el de su familia. Sin embargo a comienzos del siglo XVII, cuando el rey Felipe III trasladó la corte a Valladolid, se hizo cargo junto con su esposa Margarita de Austria-Estiria del patronato y edificación del nuevo monasterio y nueva iglesia con las trazas de su propio arquitecto Francisco de Mora bajo la dirección de Diego de Praves que era el maestro mayor de la obra de Su Majestad en Castilla la Vieja. Se iniciaron las obras durante los años de la estancia de Felipe III en Valladolid pero la escritura definitiva del patronazgo real no se firmó hasta el 26 de junio de 1615, cuando la Corte había regresado a Madrid. En esta escritura se daba una serie de normas y condiciones a cumplir por las religiosas. Se decía además que el monasterio había cambiado la advocación de la Piedad por la Asunción:
- La comunidad estaba obligada a ofrecer la misa de cada día por el alma de la reina Margarita, muerta en 1611.
- El número de religiosas debía ser de 33 y todas tenían que ingresar por orden expresa de los reyes y sin dote.
- Prohibición de enterramiento en la iglesia sin el consentimiento del rey.
- La Corona se comprometía a entregar 500 ducados al año para el mantenimiento del convento.

De esta manera quedó bajó el patronazgo de los reyes. Se tiene noticia de que en 1618, Felipe III ordenó costear algunas reparaciones. En 1657 hay testimonio de una nueva compra de ampliación en las casas que Fernando de Rojas y Argüelles (regidor de la ciudad) poseía en la 

... calle que llaman del Prado [...] junto al convento de las Franciscanas Descalzas...

 La venta se estableció en 2000 ducados y sirvió para la extensión de la huerta del convento.
El convento de las Descalzas Reales es Bien de Interés Cultural con categoría de Monumento Histórico-Artístico Nacional por decreto del 4 de abril de 1974.

## El conjunto conventual

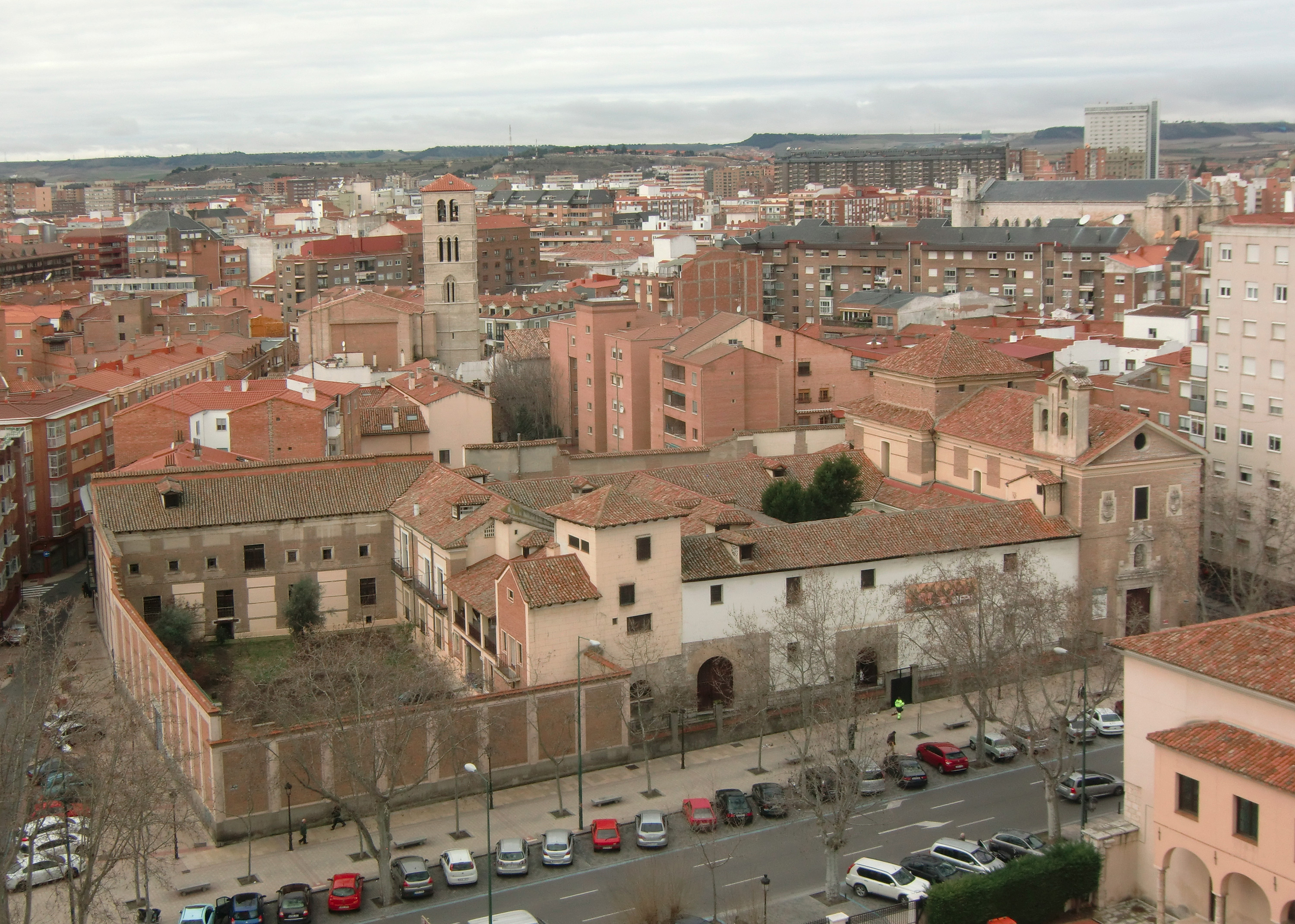
Vista del conjunto desde el edificio del Hospital Clínico Universitario

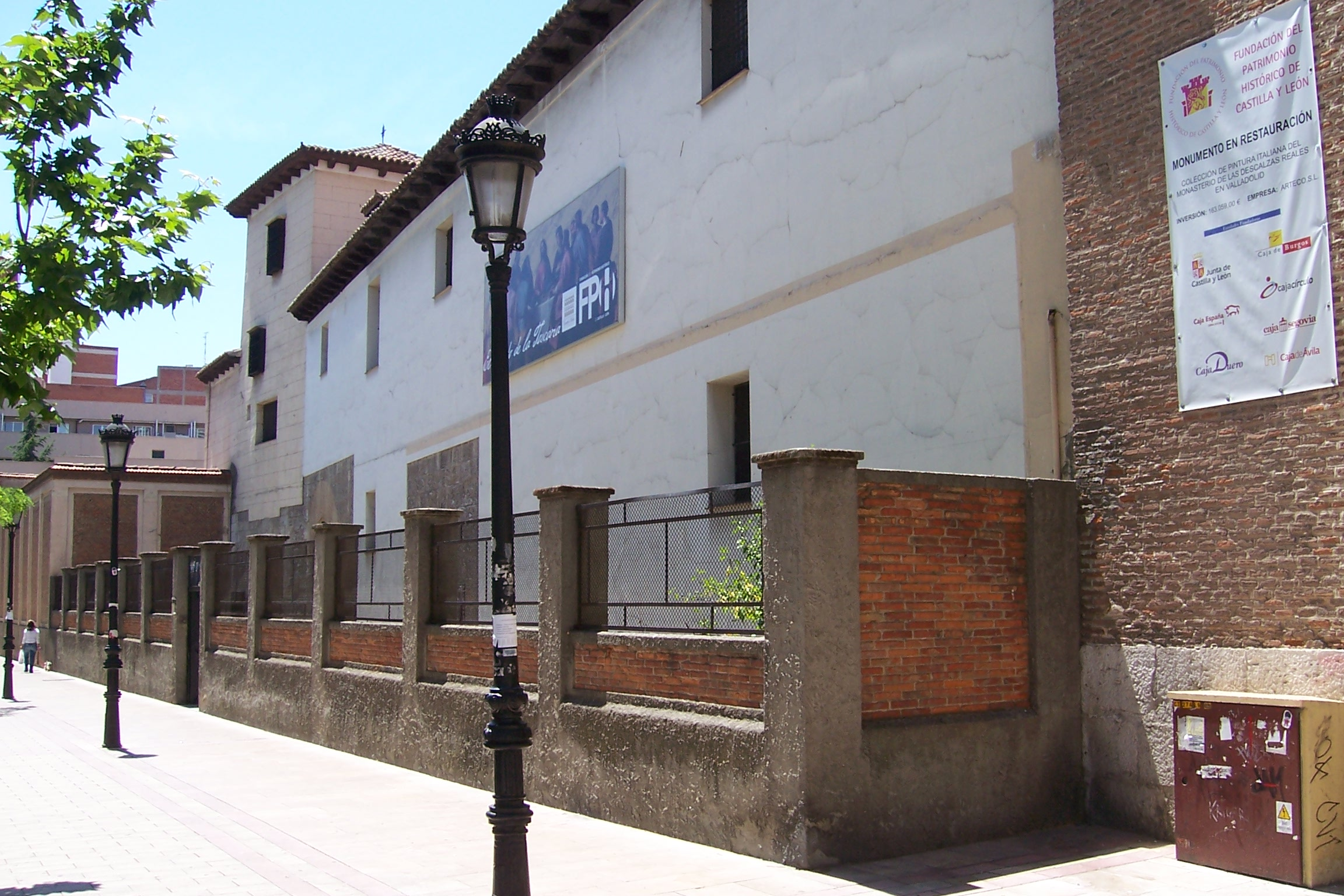
«... subsisten las dos casas-palacios que rematan con un torreón de esquina...»

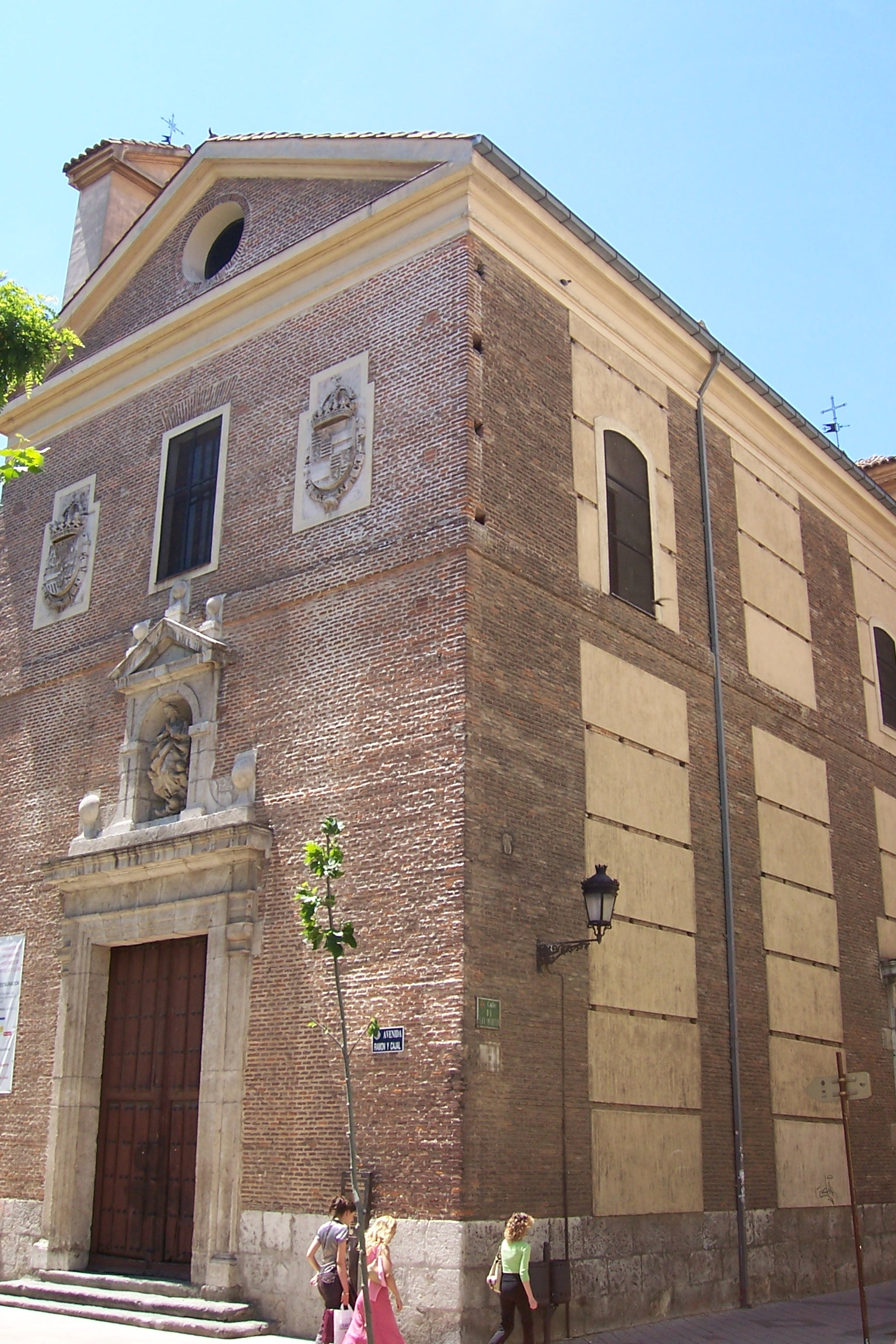
«... un gran rectángulo que hace esquina entre la calle de Ramón y Cajal y la de san Martín»

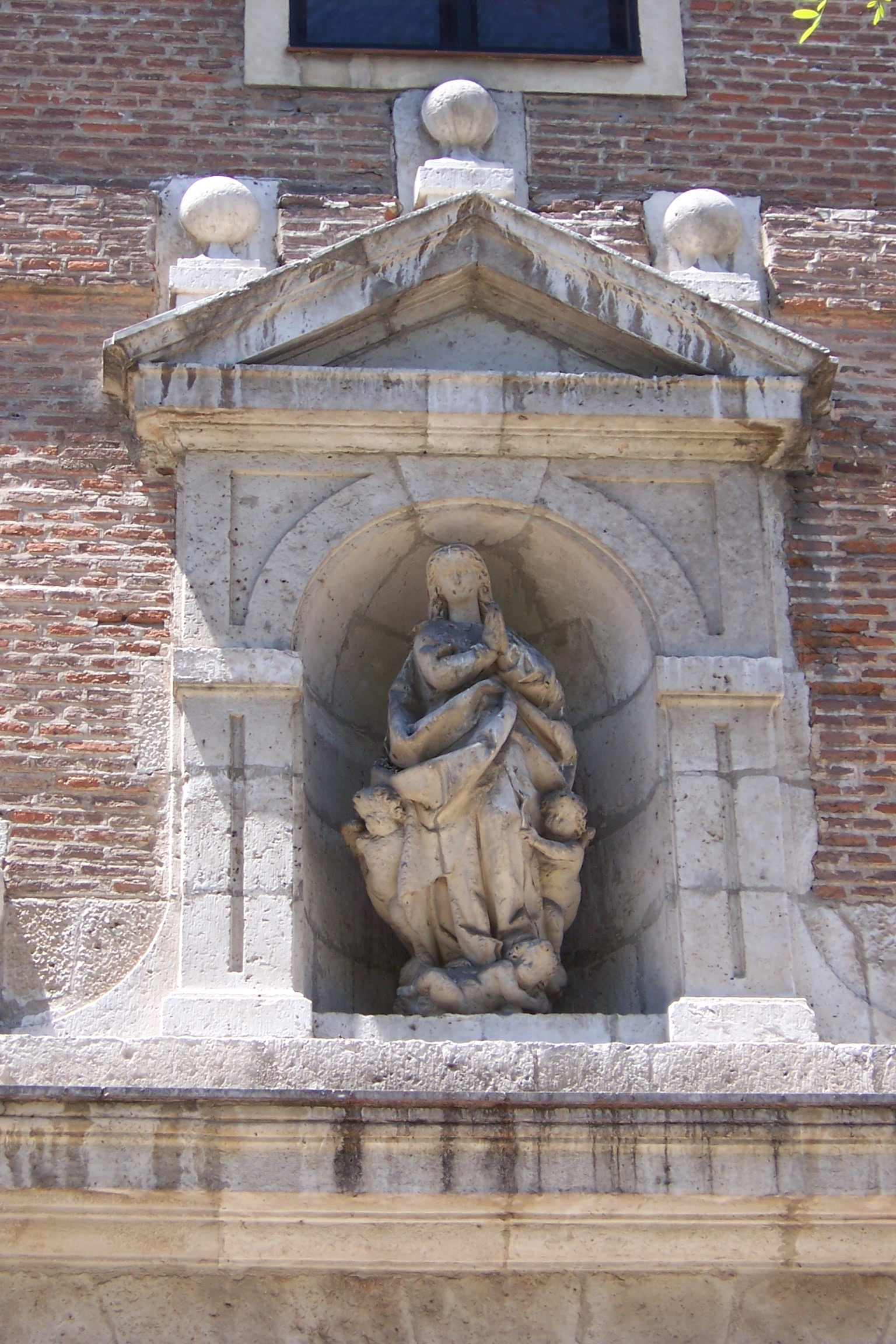
La Asunción atribuida a Gregorio Fernández

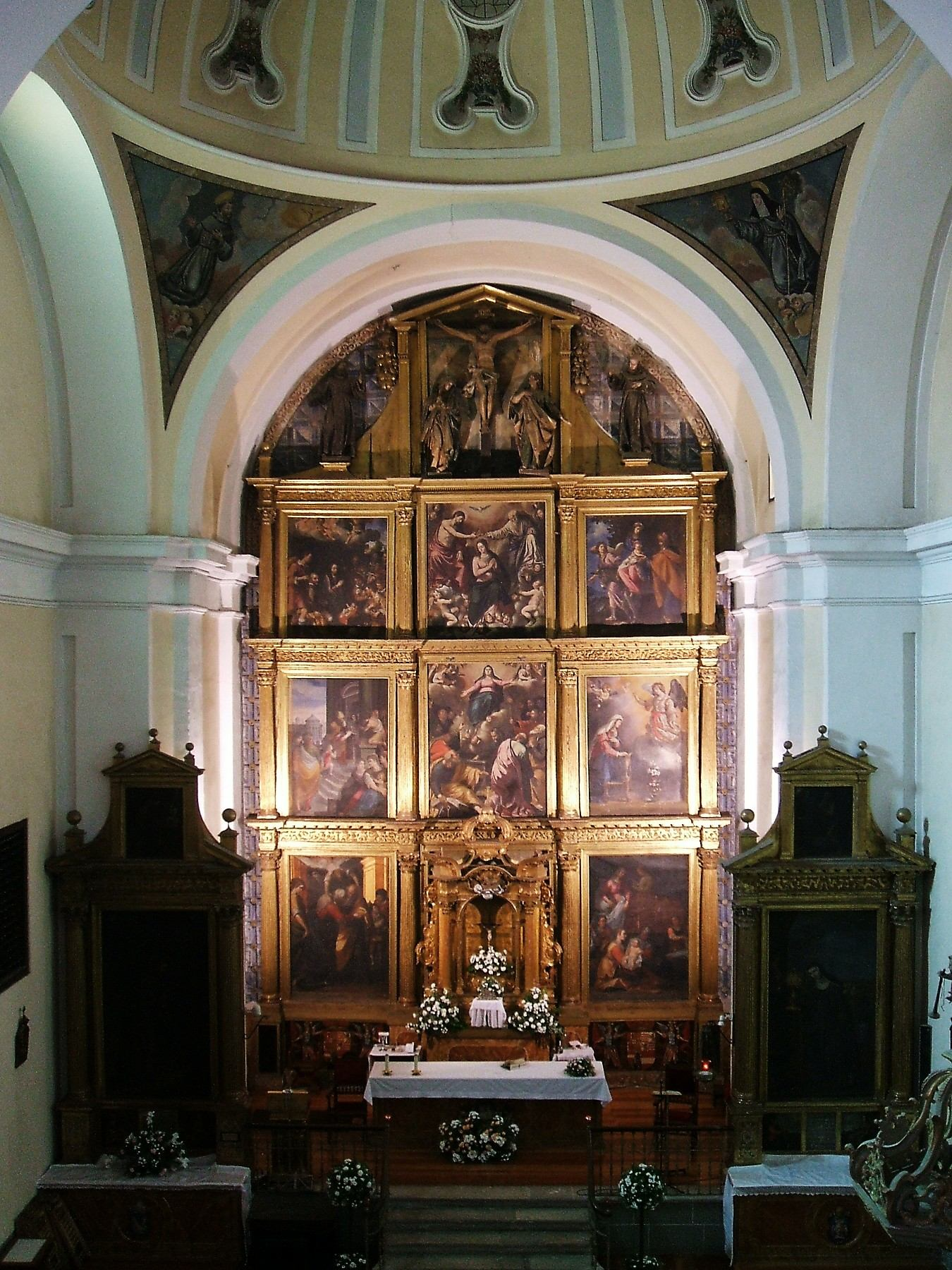
Retablo mayor de la iglesia

Está compuesto por los mismos espacios que tuvo en el siglo XVII, cuando en 1657 se terminó de ampliar la zona de la huerta. De los edificios originarios subsisten las dos casas-palacios que fueron compradas a Alonso de Argüelles y que rematan con un torreón de esquina. Conservan las dos puertas de arco de medio punto con grandes dovelas de piedra. Los muros son de mampostería y tapial. Como eran casas particulares tendrían balcones y ventanas que fueron cerrados con celosías para uso de las religiosas. El espacio de la huerta hace esquina entre las calles de Ramón y Cajal y del Prado y está cerrada por una tapia alta. De la época de Felipe III se mantienen sin cambios la iglesia y el claustro con sus dependencias.

## La iglesia
La iglesia es un gran rectángulo que hace esquina entre la calle de Ramón y Cajal y la de san Martín. Tiene dos portadas, siendo el acceso por la de san Martín. Consta de nave única con cuatro tramos cubiertos por bóveda de cañón con lunetos, separados por pilastras, y crucero con cúpula sobre pechinas, poco remarcado, que al exterior se remata con un cimborrio cuadrado cubierto por tejado a cuatro aguas. Tiene un amplio coro a los pies que ocupa un espacio equivalente a los dos últimos tramos. La iglesia está construida en ladrillo sobre un basamento de piedra de sillería.
El autor de las trazas del edificio es Francisco de Mora, siguiendo un esquema que ya había realizado en la iglesia de san Bernabé en El Escorial de Abajo. Su ejecutor fue Diego de Praves.

### Exterior
El aspecto exterior es sobrio y armonioso. La fachada principal tiene una puerta de acceso cuyo vano está rodeado por un marco de piedra con pilastras laterales y con dintel; en las esquinas se muestra la clásica decoración con bolas barrocas. Sobre la puerta se abre una hornacina en piedra, rematada por un frontón también adornado con bolas. En el hueco se ve la imagen en piedra de la Asunción (advocación del convento), obra atribuida a Gregorio Fernández.
Por encima del frontón de la hornacina está el último cuerpo de la fachada con una ventana rectangular en el centro y a ambos lados, los escudos en piedra de los reyes Felipe y Margarita. Se remata todo ello con una imposta y un frontón en cuyo centro se abre un ojo de buey. Sobre el tejado de la izquierda se alza una pequeña espadaña para tres campanas.

### Interior
Lo más sobresaliente del interior es el retablo mayor de estilo barroco, construido entre 1610 y 1615, y compuesto por tres cuerpos más el ático. Es obra del ensamblador Juan de Muniátegui, del escultor Gregorio Fernández, y del pintor Santiago Morán (que era pintor de la Corte). Las pinturas representan escenas de la vida de la Virgen y se deben a la mano de pintores italianos como Nicodemo Ferrucci, Francesco Mati, Michelangelo Cinganelli, Benedetto Veli, Giovanni Biliverti y Fabrizio Boschi. Los lienzos de los retablos laterales son Santa Clara y San Francisco, ambos tribuidos a Donato Mascagni. Estas pinturas están documentadas y catalogadas y se sabe que en 1612 fueron entregadas al convento. Tienen una pequeña historia: la reina Margarita había encargado a Italia para el convento de las Descalzas Reales de Madrid unas determinadas pinturas que llegaron tan maltrechas que en lugar de hacer uso de ellas mandó a su pintor Santiago Morán que hiciera una copia. Poco después regaló estas copias al convento de Valladolid, que estaba también bajo su protección. Las esculturas del ático son de Gregorio Fernández, de 1614: Crucifijo, Virgen, san Juan, san Francisco, y otro santo franciscano. El retablo fue restaurado en 2010.
En el crucero hay dos retablos gemelos de los primeros años del siglo XVII en que se muestra alguna pintura de Morán. En el lado de la Epístola se conserva el púlpito barroco de hierro, del siglo XVIII, con tornavoz de madera.

## Claustro
Su planta es un cuadrado perfecto. Tiene dos pisos, el inferior con arcos de medio punto sobre columnas toscanas y el superior con arcos escarzanos, también sobre columnas toscanas. Desde su construcción fue previsto para ser cerrado y así se halla en la actualidad (año 2007). Las paredes están acabadas con enlucido. El pavimento es el original. Dispone de cuatro entradas al patio desde el centro de las arquerías, que se dirigen por caminos de piedras al pozo situado en el centro. Este es de piedra con brocal octogonal y con una armadura de hierro que sujeta el sistema de poleas para subir el agua.
En la panda sur del piso bajo se encuentra la sala llamada De Profundis donde las religiosas entonan el salmo:

De profundis clamavit ad te Dominum…

En este lugar se reza y se velan los cadáveres de las monjas fallecidas. Desde allí se conducen los restos a la panda oeste donde está la bajada a la cripta de enterramiento de la comunidad. En la actualidad se siguen enterrando allí. Las paredes de la sala están adornadas con grandes lienzos de temas religiosos, todos procedentes de la colección real. En el testero, un cardenal que algunos críticos piensan que se trata de san Carlos Borromeo.
Desde esta sala se pasa al refectorio en la panda oeste. Es de planta rectangular cubierta por bóveda de arista. Recoge la luz por medio de tres ventanas. Conserva el pequeño púlpito que se utiliza para las lecturas a la hora de la comida. Un banco corrido de madera va rodeando tres de las paredes y delante están dispuestas las mesas alargadas, también de madera. La comunidad sigue utilizando esta estancia como comedor; una puerta junto a la alacena comunica con la cocina. Preside el refectorio un lienzo de la Sagrada Cena de 195,5 por 532 cm, del siglo XVII.
Una escalera conventual de retorno en la panda este conduce al claustro alto donde se encuentra el antecoro; aquí se guarda un pequeño museo con relicarios, imágenes de santos de vestir y otros objetos litúrgicos. En la parte de arriba junto al techo se ven unos letreros enmarcados que representan las horas del reloj de la Pasión:

A las ocho empeço a temblar y decir tristes est anima mea vsq al mortē y fue caminādo al huerto de Jetsemany.

A las nuebe llego y oro tres vezes y los discipulos se durmieron.

El coro alto está protegido por el habitual muro-celosía, en este caso decorado con un gran tríptico semejante a un retablo-relicario. La sillería es de nogal, compuesta por 30 sitiales altos y 8 bajos. Está adornada con bolas y gallones barrocos del siglo XVII.

## Colección, restauración y exposición de lienzos

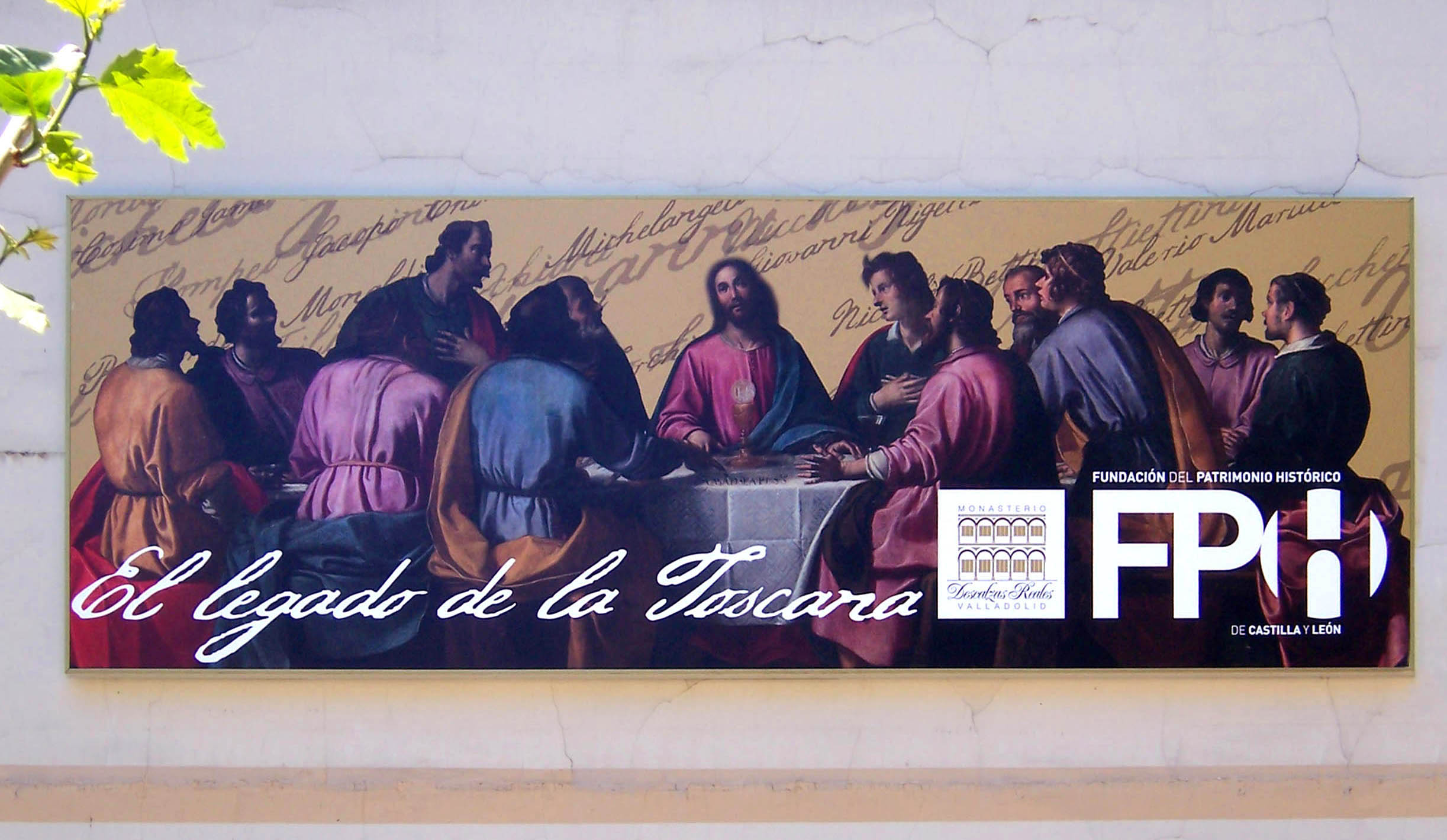
Cartel de la Última Cena, de la exposición del 2007, puesto sobre la pared exterior del monasterio

En el mes de junio de 2007 se abrió al público una exposición con las pinturas patrimonio de este convento, bajo el título «Descalzas Reales: El legado de la Toscana».
Las obras se colocaron en su lugar correspondiente, salvo algunas que, por estar habitualmente muy alejadas del espectador, se pusieron a una altura en que se las pudiera admirar sin esfuerzo. Con motivo de esta exposición, la clausura abrió sus puertas a los visitantes para que pudieran recorrer el claustro, la sala De Profundis, el refectorio, claustro alto y coro. Durante el tiempo que duró la exposición, la comunidad se retiró a otras estancias dejando libres todos estos espacios que comúnmente forman parte del retiro y la vida cotidiana.
La restauración fue promovida por la Fundación del Patrimonio Histórico de Castilla y León con la financiación de varias cajas bancarias. A lo largo de los trabajos de restauración fueron saliendo a la luz datos históricos de gran importancia: Firmas autógrafas, tipos de soportes textiles y de madera empleados en cada obra, técnicas de pintura, etc. Todo esto unido a las anotaciones de los archivos de la propia comunidad, más los documentos de donación de los reyes, más las noticias y anécdotas transmitidas oralmente por las religiosas de generación en generación, ha dado una visión histórica de las pinturas con aportación de una gran riqueza de datos.
La colección de pintura fue un regalo del Gran Ducado de Toscana a la Corte de España. Las obras fueron encargadas por Cristina de Lorena. Su hijo, Cosme II de Médici estaba prometido con María Magdalena de Austria, hermana de la reina Margarita. Este fue el motivo por el que la gran duquesa Cristina de Lorena quisiera agasajar a la reina Margarita de España y lo hizo con el encargo de 30 cuadros a 20 pintores diferentes de la escuela toscana.

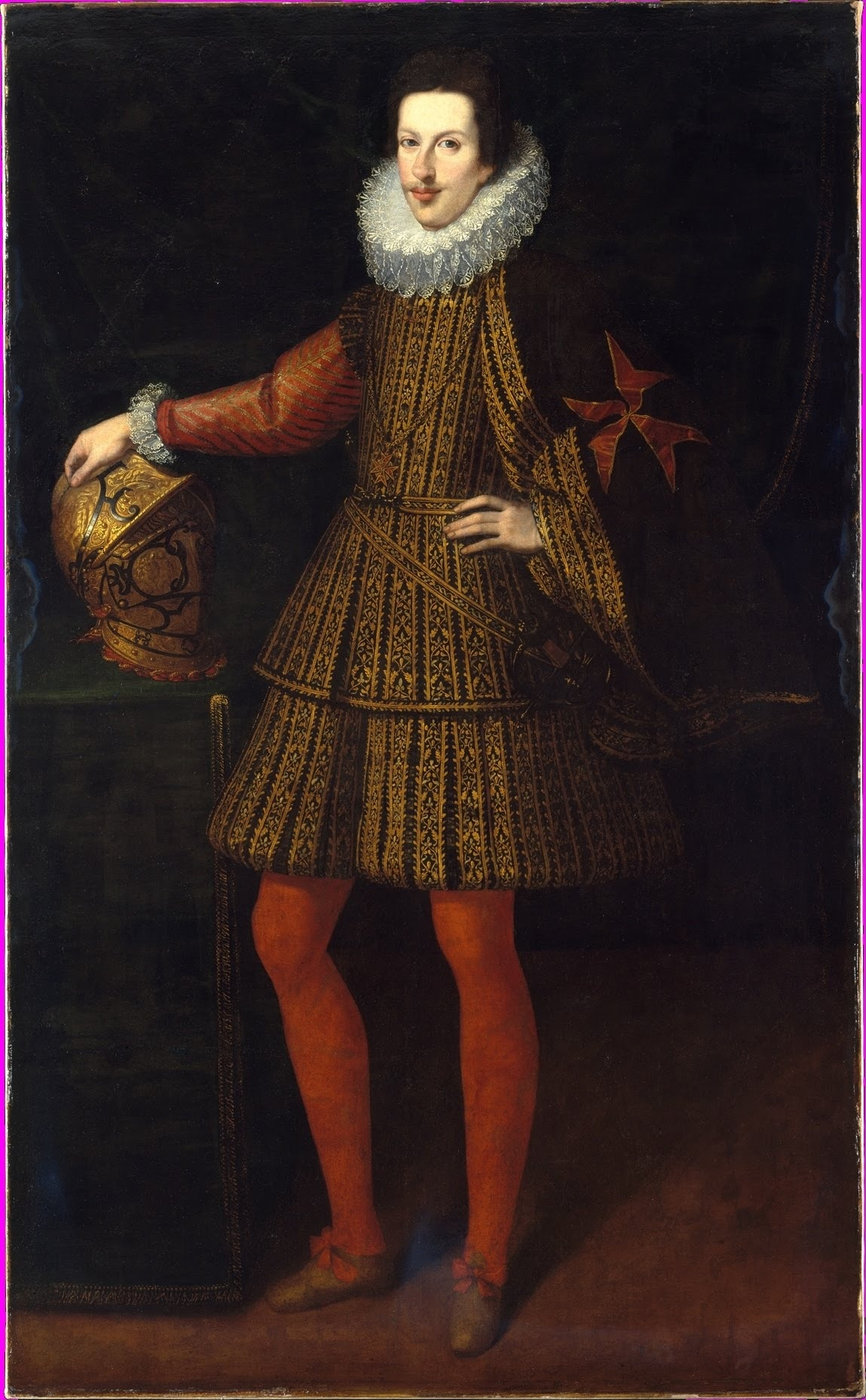
Cosme II de Médici, Gran duque de la Toscana.
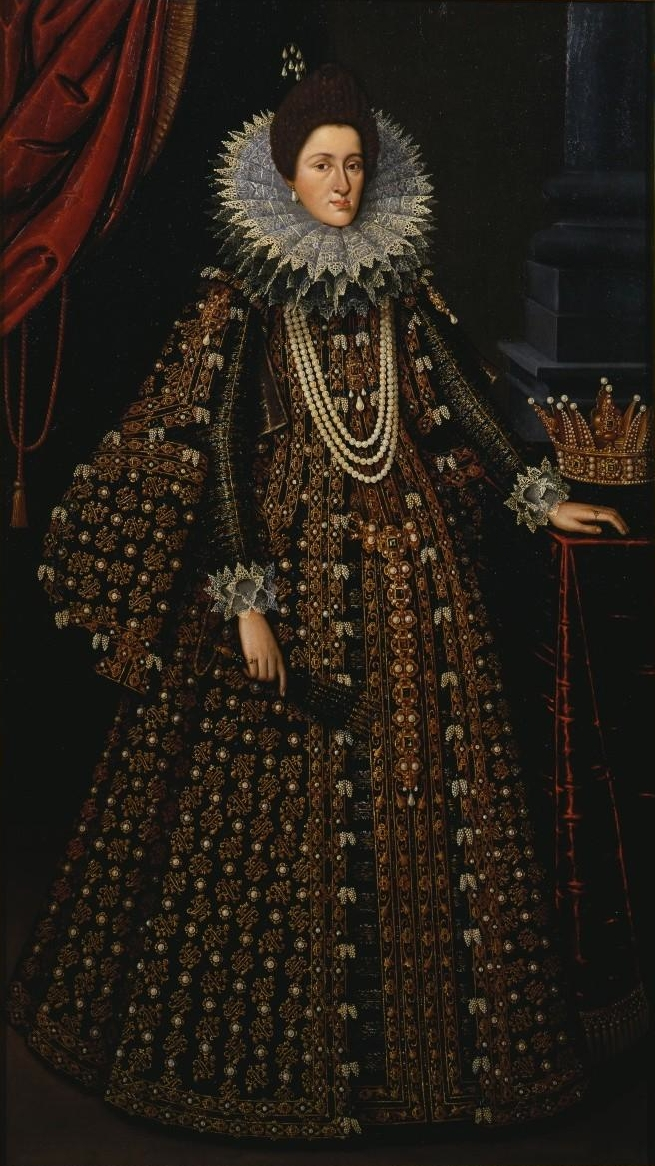
Retrato de María Magdalena de Austria.

El envío de las telas llegó desde Florencia en tres cajas donde permanecieron tres años hasta 1615, año en que el pintor de la Corte Santiago Morán recibió la orden de colocarlas en su sitio de destino y con marco apropiado, en el convento de las Descalzas Reales de Valladolid. El informe del pintor fue desolador pues entre otros comentarios decía: «…todos podridos e rotos…».

De este modo fueron ocupando su lugar y así permanecieron durante más de tres siglos, aumentando en muchas de las obras el deterioro natural del paso del tiempo. En algunos casos las monjas hicieron un esfuerzo por restaurar y arreglar algunas pinturas, bien repintando, bien parcheando los reversos con trozos de sus propios hábitos. Han salido a la luz las firmas de los autores; unas no se veían a causa de la suciedad y otras habían sido estampadas en el armazón o en el reverso de las telas. He aquí una relación de algunos de ellos:
- Pietro Sorri
- Niccolò Betti
- Michelangelo Cinganelli
- Filippo Tarchiani
- Pompeo Caccini
- Francesco Curradi
- Cosimo Gamberucci
- Valerio Marucelli
- Simone Sacchettini
- Jacopo Chimenti[17]